# AH Девы
AH Девы (лат. AH Virginis), HD 106400 — тройная звезда в созвездии Девы на расстоянии (вычисленном из значения параллакса) приблизительно 338 световых лет (около 104 парсек) от Солнца. Возраст звезды определён как около 4,622 млрд лет.
Пара первого и второго компонентов — двойная затменная переменная звезда типа W Большой Медведицы (EW). Визуальная звёздная величина звезды — от +9,49m до +8,89m. Орбитальный период — около 0,4075 суток (9,7805 часа).
Открыта Паулем Гутником и Рихардом Прагером в 1929 году*.

## Характеристики
Первый компонент (HD 106400Aa) — оранжевый карлик спектрального класса G8V, или K0V, или K0, или K2V. Масса — около 1,36 солнечной, радиус — около 1,4 солнечного, светимость — около 1,38 солнечной. Эффективная температура — около 5300 K.
Второй компонент (HD 106400Ab) — оранжевый карлик спектрального класса K0V. Масса — около 0,41 солнечной, радиус — около 0,83 солнечного, светимость — около 0,49 солнечной. Эффективная температура — около 5322 K.
Третий компонент (HD 106400B). Визуальная звёздная величина звезды — +12,4m. Масса — около 0,43 солнечной. Орбитальный период — около 41,1 года. Удалён на 1,8 угловой секунды (в среднем около 184,19 а.е.).

## Планетная система
В 2019 году учёными, анализирующими данные проектов Hipparcos и Gaia, у звезды обнаружена планета HIP 59683 b.